# Сам Трамел
Сам Трамел (на английски: Sam Trammell) (роден на 29 януари 1969 г.) или 15 май 1971 г. е американски актьор. Познат е с ролята си на Сам Мерлот в сериала „Истинска кръв“ (2008–2014).

## Личен живот
През 2003 г. Трамел се жени за актрисата Миси Ягър. На 9 август 2011 г. им се раждат синове близнаци.